# پارک ملی خلیج چاوکا جوزانی
پارک ملی خلیج چواکا جوزانی    پارک ملی در تانزانیا واقع در جزیره زنگبار است. این تنها پارک ملی زنگبار است که ۵۰ کیلومتر مربع (۱۹ مایل مربع) وسعت دارد.

## گالری

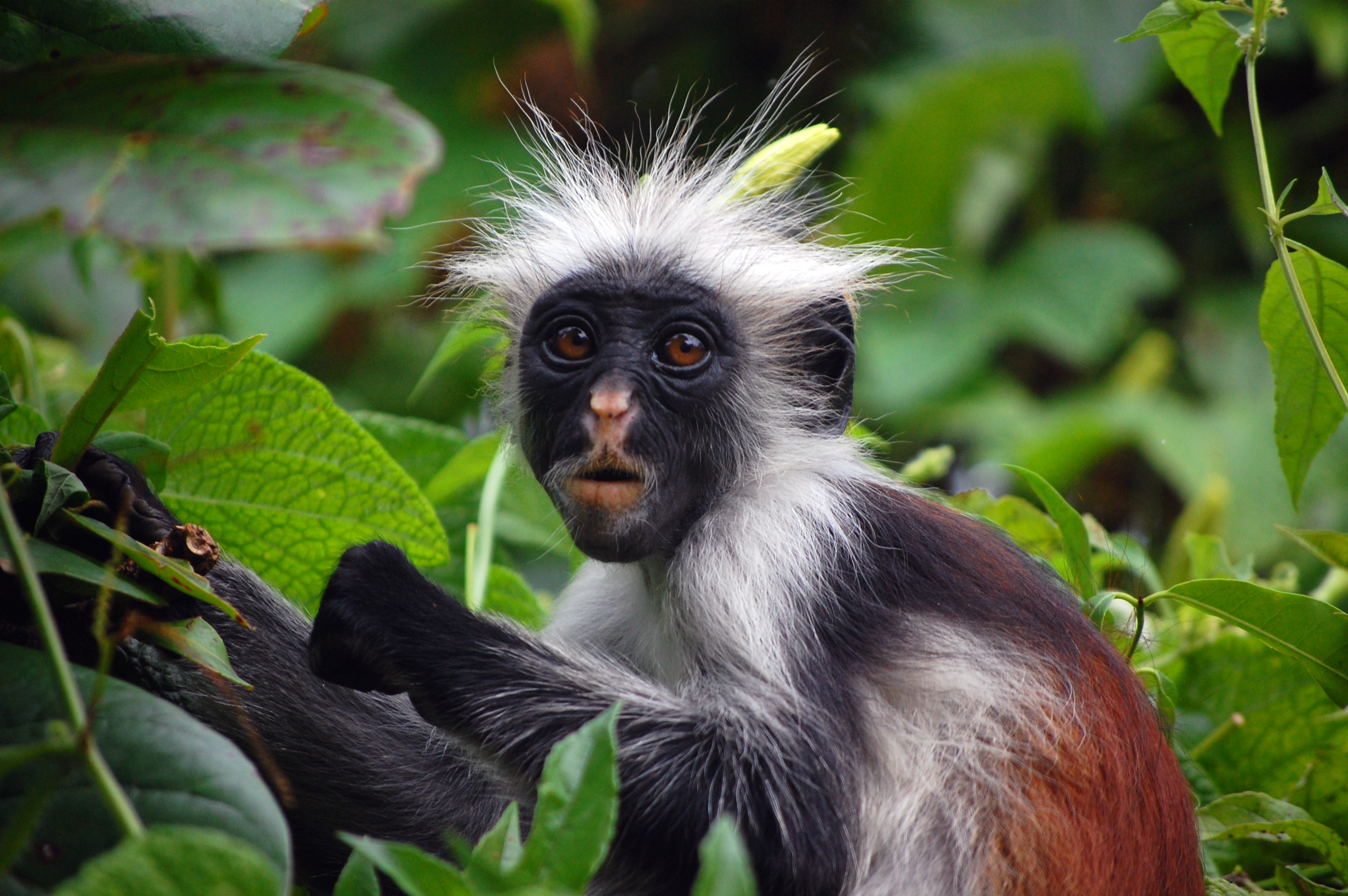
کولوبوس قرمز کرک زنگبار، Procolobus kirkii ، گرفته شده در پارک ملی خلیج جوزانی چواکا.
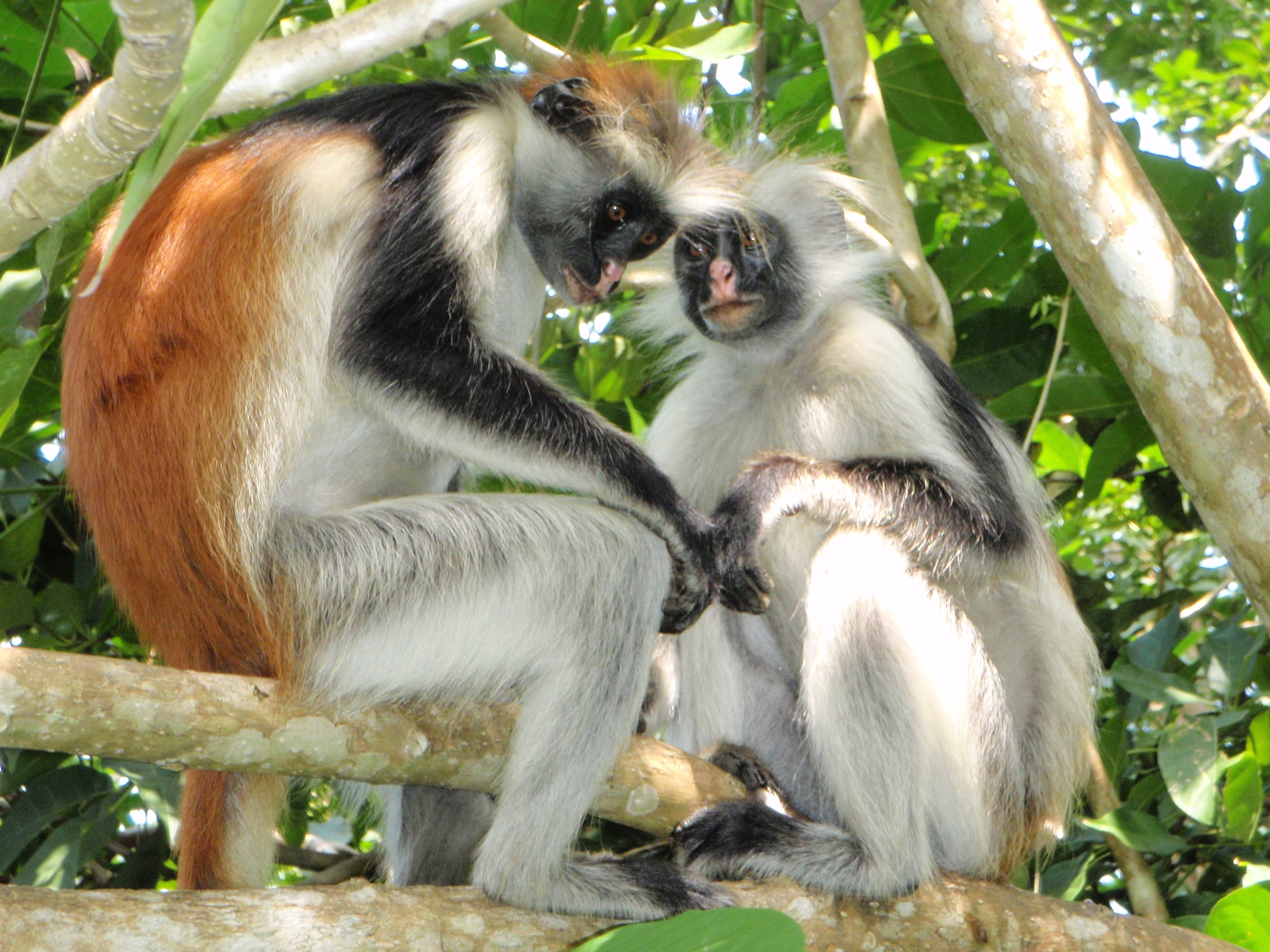
میمون های کلوبوس قرمز در جنگل جوزانی.